# Pilota (automobilismo)
Il pilota è un atleta che conduce automobili da competizione in eventi sportivi a livello professionistico.

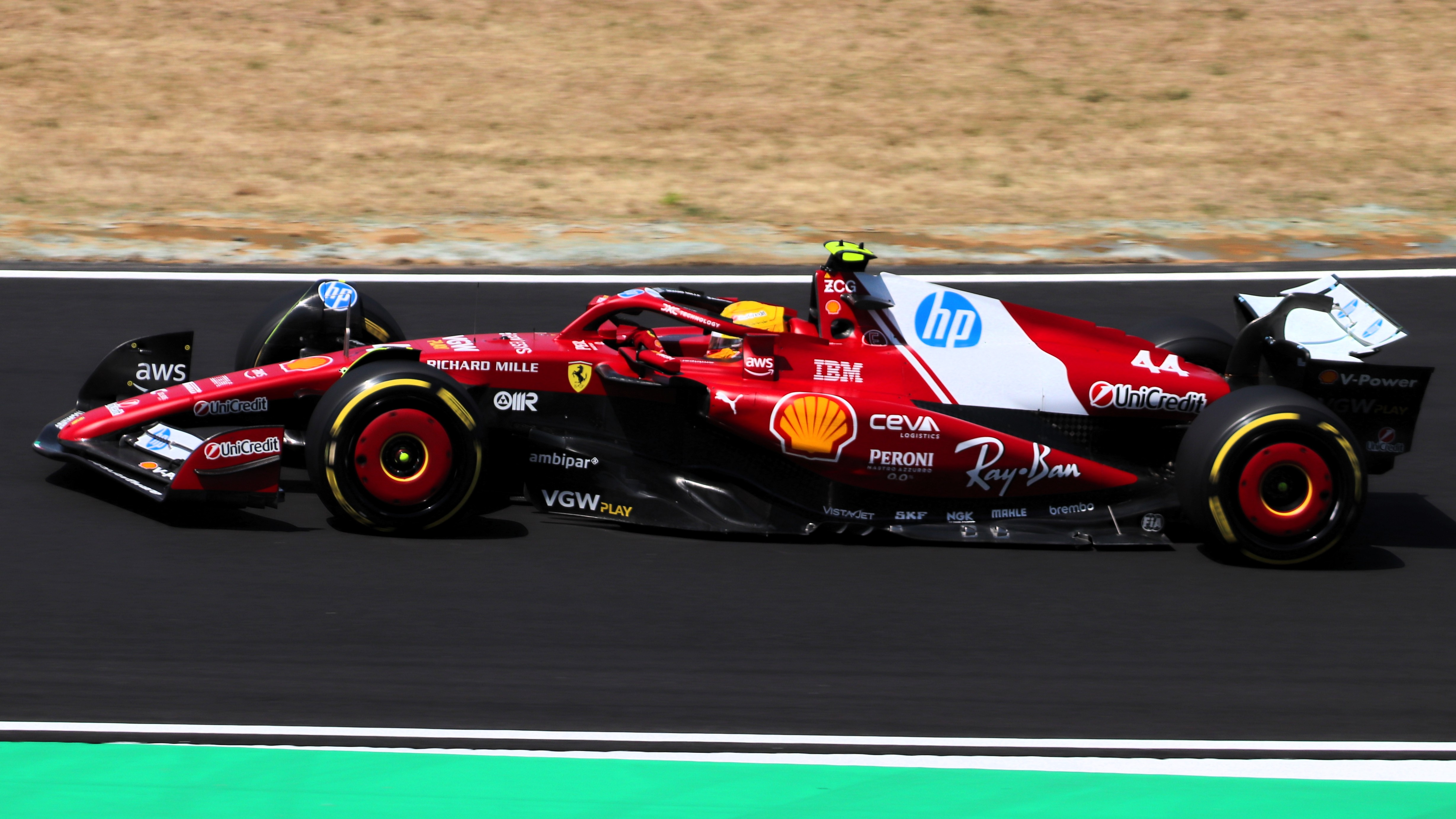
Lewis Hamilton alla guida della Ferrari in Formula 1.

## Storia
La figura del pilota automobilistico nasce parallelamente allo sviluppo delle prime automobili alla fine del XIX secolo. Inizialmente, le competizioni non erano sport codificati ma vere e proprie sfide di affidabilità tra costruttori: gare su lunghi percorsi stradali come la Parigi-Bordeaux-Parigi del 1895 o la Pechino-Parigi del 1907 vedevano al volante non atleti, ma pionieri dell’ingegneria, aristocratici o meccanici che testavano la resistenza dei primi veicoli a motore. In questa fase, il concetto di pilota era sovrapposto a quello di costruttore, tecnico e avventuriero.
Nel primo decennio del XX secolo, con la nascita di circuiti permanenti (come quello di Brooklands nel 1907) e gare come il Gran Premio di Francia del 1906, la figura del pilota comincia a distinguersi: emerge il conducente esperto, selezionato per la sua abilità, e non solo per il suo legame con l’industria. Questi primi piloti guidavano vetture estremamente pericolose, prive di sistemi di sicurezza, su strade pubbliche non protette; la mortalità era elevatissima, ma ciò contribuiva a creare un’aura eroica attorno alla professione.
Negli anni '20 e '30, il pilota diventa progressivamente una figura più professionale. L'affermazione dei grandi costruttori europei (Alfa Romeo, Bugatti, Mercedes-Benz, Auto Union) e la creazione di scuderie ufficiali portarono alla formazione di veri team da corsa. I piloti, pur ancora spesso provenienti da famiglie nobili o benestanti, iniziarono ad allenarsi fisicamente e a specializzarsi nella guida sportiva. Nomi come Tazio Nuvolari e Rudolf Caracciola incarnarono l’archetipo del "campione", legando la figura del pilota al prestigio nazionale e industriale.
Dopo la Seconda guerra mondiale, la creazione del Campionato Mondiale di Formula 1 nel 1950 rappresentò una svolta: il pilota diventò un professionista a tempo pieno, parte di un’organizzazione tecnica e commerciale. Negli anni ’60 e ’70, con il progressivo aumento della velocità e della potenza dei veicoli, il ruolo del pilota richiese una preparazione fisica e mentale più rigorosa. Parallelamente, però, le morti in gara restarono frequenti, rendendo evidente la necessità di maggiori standard di sicurezza.
A partire dagli anni ’80 e ’90, grazie ai progressi nella medicina sportiva, nella telemetria e nei sistemi di protezione (come tute ignifughe, crash test e barriere mobili), la figura del pilota assume i tratti dell’atleta completo. Il pilota moderno non è più solo un talento alla guida, ma una componente altamente specializzata di un team multidisciplinare, capace di interagire con ingegneri, aerodinamici, analisti dati e psicologi sportivi.
Nel XXI secolo, l’avvento dei simulatori, della realtà virtuale e della preparazione scientifica ha ulteriormente trasformato il mestiere del pilota. A ciò si è aggiunta una dimensione mediatica e commerciale: il pilota è anche un testimonial, un comunicatore e una figura pubblica di rilevanza globale. L'evoluzione continua della tecnologia, assieme all’attenzione alla sostenibilità (elettrico, idrogeno, carburanti bio) suggerisce che anche il profilo del pilota continuerà ad adattarsi ai mutamenti dell'automobilismo e della società.

## Caratteristiche

### Fisiche
Il pilota automobilistico deve possedere un insieme di competenze fisiche, mentali e tecniche altamente specializzate. Sul piano fisico, è richiesta una notevole resistenza cardiovascolare e muscolare per sopportare le forze durante le accelerazioni, le frenate e le curve ad alta velocità.

### Mentali
A livello mentale, sono fondamentali la rapidità di reazione, la capacità di prendere decisioni in frazioni di secondo e l’adattabilità a situazioni impreviste, così come la capacità di mantenere la concentrazione per periodi prolungati, spesso in condizioni di forte stress termico.

### Tecniche
Dal punto di vista tecnico, un buon pilota deve comprendere a fondo il comportamento dinamico del veicolo e saper comunicare con precisione le sensazioni ricevute in pista al team di ingegneri, al fine di migliorare l’assetto e le prestazioni della vettura. La capacità di lavorare in squadra, la disciplina tattica e la gestione dei rischi rientrano tra le caratteristiche del pilota.

## Ambiti di competizione

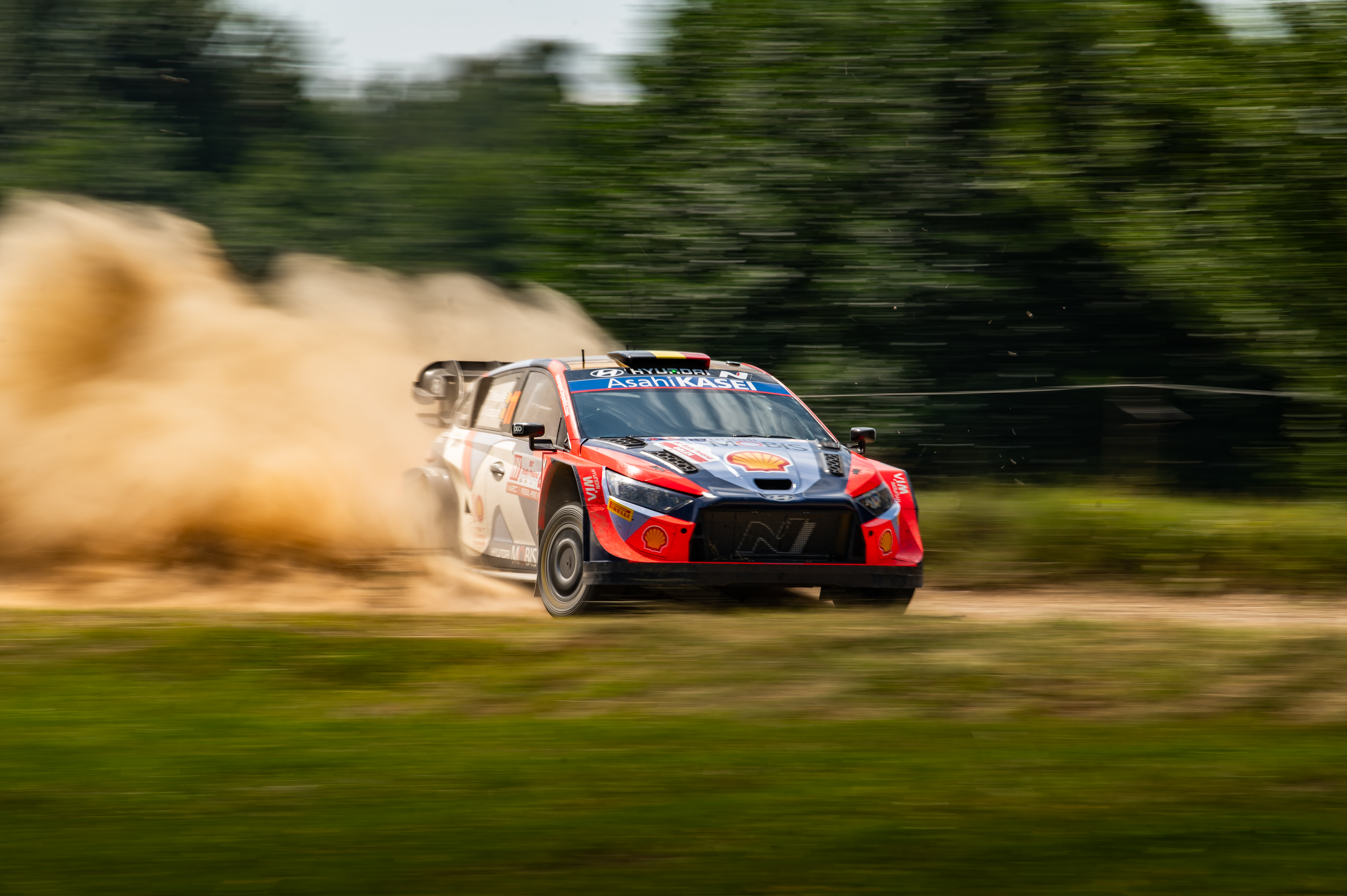
I campioni del mondo di Rally 2024 Thierry Neuville e Martijn Wydaeghe.

Il pilota può operare in una vasta gamma di discipline motoristiche, differenziate per tipologia di tracciato, regolamenti tecnici, durata delle gare e caratteristiche dei veicoli impiegati. Uno degli ambiti più noti è quello delle corse su circuito, dove si svolgono campionati come la Formula 1, la Formula 2, la Formula E, le serie turismo (come il WTCR o il BTCC) e le competizioni Gran Turismo (GT). In queste categorie, i piloti competono su tracciati permanenti asfaltati, con monoposto o vetture derivate da modelli di produzione, in gare di durata variabile.
Un altro ambito di rilievo è il rally, disciplina che si svolge su tracciati misti (asfalto, sterrato, neve, ghiaccio) prevalentemente su strade pubbliche temporaneamente chiuse al traffico. I piloti da rally gareggiano contro il tempo in prove speciali cronometrate, accompagnati da un copilota che fornisce le note sul percorso. Il Campionato Mondiale Rally (WRC) rappresenta l’apice della disciplina, ma esistono numerosi campionati nazionali e regionali.
Nel panorama del motorsport rivestono grande importanza anche le competizioni endurance, basate sulla resistenza meccanica e fisica. In gare come la 24 Ore di Le Mans, la 24 Ore di Daytona o il Campionato del Mondo Endurance (WEC), i piloti si alternano alla guida per diverse ore consecutive, condividendo l’auto con altri membri della squadra. La strategia, la gestione del traffico e l'affidabilità meccanica sono elementi centrali in questo ambito.
Esistono inoltre ambiti specialistici come le cronoscalate, le gare su ghiaccio, le gare su ovali (tipiche della tradizione statunitense, come NASCAR e IndyCar), il drifting, l'autocross e il rally raid, che comprende competizioni come la Dakar. In ogni ambito, il pilota deve adattare la propria tecnica e mentalità alle caratteristiche della disciplina: precisione assoluta nel giro secco su pista, adattabilità e ascolto del terreno nel rally, costanza e gestione dello stress nelle gare di durata.
Infine, negli ultimi anni si è affermato anche l’ambito dell’e-sport motoristico, in cui piloti professionisti e virtuali competono in ambienti simulati con software ad alta fedeltà fisica. Questo ha dato origine a un nuovo segmento ibrido del motorsport, in cui alcuni talenti digitali sono stati effettivamente inseriti in programmi di scouting reali, dimostrando che le competenze richieste al pilota possono evolvere anche attraverso nuove piattaforme tecnologiche.

## Ruolo mediatico

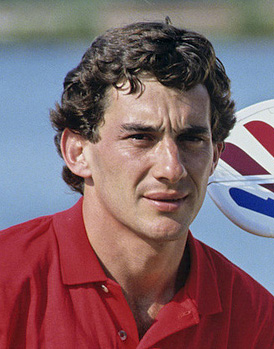
Ayrton Senna, vincitore di tre titoli mondiali in Formula 1, è considerato da molti come il più grande pilota automobilistico di tutti i tempi.

Nel corso della storia dell’automobilismo, numerosi piloti hanno lasciato un’impronta indelebile non solo per i loro risultati sportivi, ma anche per la loro influenza culturale e il carisma personale. Tra i pionieri della prima metà del XX secolo si distinguono figure come Tazio Nuvolari, celebre per la sua audacia e il suo stile di guida spettacolare, e Juan Manuel Fangio, dominatore della Formula 1 negli anni ’50 con cinque titoli mondiali conquistati in un’epoca di altissimo rischio.
Negli anni ’60 e ’70, piloti come Jim Clark, Jackie Stewart, Niki Lauda, Emerson Fittipaldi e Gilles Villeneuve hanno contribuito a ridefinire il ruolo del pilota come professionista completo, capace di coniugare velocità e strategia, in epoche nelle quali la sicurezza era messa in secondo piano.
Gli anni ’80 e ’90 videro l’ascesa di veri e propri miti dell’automobilismo, principalmente in Formula 1: Ayrton Senna, emblema di talento e spiritualità agonistica; Alain Prost, maestro di tattica e regolarità e Michael Schumacher, dominatore della prima metà degli anni 2000 e protagonista della rinascita della Scuderia Ferrari. Nel rally, Sébastien Loeb ha riscritto la storia con nove titoli consecutivi nel WRC, seguito da Sébastien Ogier, anch’egli pluricampione.
Nel XXI secolo, la figura del pilota ha assunto una dimensione ancora più globale. Lewis Hamilton è diventato uno dei volti pubblici più riconoscibili dello sport mondiale, conquistando numerosi titoli in Formula 1. Al di fuori della pista, piloti come Valentino Rossi (noto nel motociclismo ma attivo anche nel GT) e Travis Pastrana (rally e acrobazie) hanno contribuito ad ampliare il concetto stesso di celebrità motoristica, intersecando discipline e pubblici differenti.
La fama dei piloti non si limita agli addetti ai lavori: molti sono diventati protagonisti di film, biografie, documentari, che hanno inciso sulla cultura popolare globale, trasformando il motorsport in un fenomeno di massa e il pilota in una figura simbolica dell’audacia e della sfida ai limiti umani.